# Hylesia falcifera
Hylesia falcifera är en fjärilsart som beskrevs av Jacob Hübner 1806. Hylesia falcifera ingår i släktet Hylesia och familjen påfågelsspinnare. Inga underarter finns listade i Catalogue of Life.